# Vlasta Fabianová
Vlasta Fabianová (n. 29 iunie 1912, Lemberg, Regatul Galiției și Lodomeriei, Austro-Ungaria – d. 26 iunie 1991, Praga, Cehoslovacia) a fost o actriță de film cehoslovacă. A apărut în peste 30 de filme în perioada 1940–1989.

## Filmografie
- 1940 Druhá směna
- 1940 Pohádka máje
- 1943 Tanečnice
- 1944 Prstýnek[7]
- 1947 Znamení kotvy [8]
- 1947 Housle a sen
- 1948 Krakatit, regia Otakar Vávra
- 1953 Nástup⁠(d)
- 1955 Strakonický dudák [9]
- 1966 Fantoma din Morrisville (Fantom Morrisvillu), regia Bořivoj Zeman
- 1978 Acei oameni minunați cu aparatul de filmat (Bajecni muzi s klikou), regia Jiří Menzel
- 1982 Prințul de sare (Soľ nad zlato), regia Martin Hollý jr.